# Bałtycki Krzyż Nadziei
Bałtycki Krzyż Nadziei – metalowy krzyż o wysokości 19 metrów zlokalizowany na klifie w Pustkowie (gmina Rewal, województwo zachodniopomorskie), u zbiegu ulic Nadmorskiej i Leśnej, we wschodniej części Parku Przyjaciół Pustkowa, około sto metrów od brzegu Bałtyku.
Krzyż, będący repliką krzyża na Giewoncie w Tatrach, powstał z inicjatywy prezesa Katolickiego Stowarzyszenia Kolejarzy Polskich, inżyniera Tadeusza Jędraszka. Natchnęły go słowa papieża Jana Pawła II, który podczas podróży apostolskiej w Szczecinie w 1987 powiedział: „…jak wiatr wieje od Bałtyku po gór szczyty – do krzyża na Giewoncie…”. Realizację projektu budowy rozpoczęto w 2001. 14 maja 2007 ukończono budowę. Nazwa została nadana przez arcybiskupa Andrzeja Dzięgę. Przed posadowieniem rozważano też inne lokalizacje, w tym Trzęsacz i Wisełkę, ale były one niezgodne z wizją pomysłodawcy (zbyt oddalone od linii brzegowej). Ostatecznie miejsce zostało zaproponowane sołtysowi Pustkowa przez Bogdana Kowalczysa, członka szczecińskiego koła Katolickiego Stowarzyszenia Kolejarzy Polskich przy udziale architekta gminy Rewal, Mirosława Hussakowskiego, co upamiętnia stosowana tablica wmurowana u stóp krzyża w 2014. Fundusze na wzniesienie krzyża zebrali mieszkańcy Pustkowa i władze samorządowe.
Obiekt ma wysokość 19 metrów i waży 4,5 tony, co oznacza, że jest wyższy (o półtora metra) i cięższy (o niecałe dwie tony) od pierwowzoru. Konstrukcję przewieziono do Pustkowa we fragmentach, gdzie była skręcana i częściowo spawana. Do stworzenia fundamentu zużyto 170 ton betonu (stopa fundamentowa jest osadzona 2,5 metra poniżej otoczenia).
Od 2009 odbywa się motocyklowa pielgrzymka z Pustkowa do Zakopanego, która jest nazywana pielgrzymką „od krzyża do krzyża”. W okresie Bożego Narodzenia przy krzyżu organizowana jest szopka świąteczna. Na placu przy krzyżu stoi replika okrętu (tzw. Statek Expo) – został on wykonany na wystawę Expo 2000 i był tam fragmentem wystawy województwa zachodniopomorskiego.